# Cajueiro (ort)
Cajueiro är en ort i Brasilien.   Den ligger i kommunen Limoeiro de Anadia och delstaten Alagoas, i den östra delen av landet, 1 400 km nordost om huvudstaden Brasília. Cajueiro ligger 215 meter över havet och antalet invånare är 15 062.
Terrängen runt Cajueiro är platt, och sluttar söderut. Närmaste större samhälle är Campo Alegre, 13,0 km sydost om Cajueiro.
Omgivningarna runt Cajueiro är en mosaik av jordbruksmark och naturlig växtlighet. Runt Cajueiro är det ganska tätbefolkat, med 129 invånare per kvadratkilometer.